# Andalucia (album)
Andalucia è il quarto album discografico del gruppo musicale rock Tito & Tarantula, pubblicato dall'etichetta discografica BMG Records nel 2002.

## Tracce
1. Missed Your Eyes – 3:05 (Tito Larriva, Io Perry, Peter Atanasoff, Stevie Medina Hufsteter, Johnny Vatos Hernandez)
2. It's My Mistake – 3:17 (Tito Larriva, Io Perry, Peter Atanasoff, Stevie Medina Hufsteter, Johnny Vatos Hernandez)
3. California Girl – 3:30 (Tito Larriva, Io Perry, Peter Atanasoff, Stevie Medina Hufsteter, Johnny Vatos Hernandez)
4. You're the One I Love – 3:16 (Tito Larriva, Io Perry, Peter Atanasoff, Johnny Vatos Hernandez)
5. Torn to Pieces – 2:54 (Tito Larriva, Io Perry, Peter Atanasoff, Stevie Medina Hufsteter, Johnny Vatos Hernandez)
6. Hey Hey Hey Whada Ya Say – 2:13 (Tito Larriva, Io Perry, Peter Atanasoff, Stevie Medina Hufsteter, Johnny Vatos Hernandez, Bernie Larsen)
7. Bullets from a Gun – 5:30 (Tito Larriva, Io Perry, Peter Atanasoff, Stevie Medina Hufsteter, Johnny Vatos Hernandez, Mark Goldenberg)
8. Make Me – 4:10 (Tito Larriva, Io Perry, Peter Atanasoff, Stevie Medina Hufsteter, Johnny Vatos Hernandez)
9. My Power Is in Your Hands – 4:02 (Tito Larriva, Io Perry, Peter Atanasoff, Stevie Medina Hufsteter, Johnny Vatos Hernandez)
10. Ready Made – 3:21 (Tito Larriva, Io Perry, Peter Atanasoff, Stevie Medina Hufsteter, Johnny Vatos Hernandez)
11. Effortless – 4:22 (Tito Larriva, Io Perry, Peter Atanasoff, Stevie Medina Hufsteter, Johnny Vatos Hernandez)
12. In Between – 3:19 (Tito Larriva, Io Perry, Peter Atanasoff, Stevie Medina Hufsteter, Johnny Vatos Hernandez)
13. Mexican Sky – 4:11 (Tito Larriva, Io Perry, Peter Atanasoff, Stevie Medina Hufsteter, Johnny Vatos Hernandez)
14. La flor de mal – 4:24 (Tito Larriva, Stevie Medina Hufsteter) – Bonus Track
15. Tito & Tarantula Live in Germany (Video - Documentary 1999)

Edizione doppio CD del 2002, pubblicato dalla BMG Records (74321 92068 2)
CD 1
1. Missed Your Eyes – 3:05 (Tito Larriva, Io Perry, Peter Atanasoff, Stevie Medina Hufsteter, Johnny Vatos Hernandez)
2. It's My Mistake – 3:17 (Tito Larriva, Io Perry, Peter Atanasoff, Stevie Medina Hufsteter, Johnny Vatos Hernandez)
3. California Girl – 3:30 (Tito Larriva, Io Perry, Peter Atanasoff, Stevie Medina Hufsteter, Johnny Vatos Hernandez)
4. You're the One I Love – 3:16 (Tito Larriva, Io Perry, Peter Atanasoff, Johnny Vatos Hernandez)
5. Torn to Pieces – 2:54 (Tito Larriva, Io Perry, Peter Atanasoff, Stevie Medina Hufsteter, Johnny Vatos Hernandez)
6. Hey Hey Hey Whada Ya Say – 2:13 (Tito Larriva, Io Perry, Peter Atanasoff, Stevie Medina Hufsteter, Johnny Vatos Hernandez, Bernie Larsen)
7. Bullets from a Gun – 5:30 (Tito Larriva, Io Perry, Peter Atanasoff, Stevie Medina Hufsteter, Johnny Vatos Hernandez, Mark Goldenberg)
8. Make Me – 4:10 (Tito Larriva, Io Perry, Peter Atanasoff, Stevie Medina Hufsteter, Johnny Vatos Hernandez)
9. My Power Is in Your Hands – 4:02 (Tito Larriva, Io Perry, Peter Atanasoff, Stevie Medina Hufsteter, Johnny Vatos Hernandez)
10. Ready Made – 3:21 (Tito Larriva, Io Perry, Peter Atanasoff, Stevie Medina Hufsteter, Johnny Vatos Hernandez)
11. Effortless – 4:22 (Tito Larriva, Io Perry, Peter Atanasoff, Stevie Medina Hufsteter, Johnny Vatos Hernandez)
12. In Between – 3:19 (Tito Larriva, Io Perry, Peter Atanasoff, Stevie Medina Hufsteter, Johnny Vatos Hernandez)
13. Mexican Sky – 4:11 (Tito Larriva, Io Perry, Peter Atanasoff, Stevie Medina Hufsteter, Johnny Vatos Hernandez)
14. La flor de mal – 4:24 (Tito Larriva, Stevie Medina Hufsteter)
15. Tito & Tarantula in Germany (Video)

CD 2
Malaga Acoustic Session
1. You're the One I Love – 3:15 (Tito Larriva, Io Perry, Peter Atanasoff, Johnny Vatos Hernandez)
2. In Between – 3:06 (Tito Larriva, Io Perry, Peter Atanasoff, Stevie Medina Hufsteter, Johnny Vatos Hernandez)
3. Make Me – 3:42 (Tito Larriva, Io Perry, Peter Atanasoff, Stevie Medina Hufsteter, Johnny Vatos Hernandez)
4. Torn to Pieces – 2:50 (Tito Larriva, Io Perry, Peter Atanasoff, Stevie Medina Hufsteter, Johnny Vatos Hernandez)
5. Mexican Sky – 3:54 (Tito Larriva, Io Perry, Peter Atanasoff, Stevie Medina Hufsteter, Johnny Vatos Hernandez)

## Musicisti
- Tito Larriva - voce, chitarre, tastiere (one finger)
- Peter Atanasoff - chitarre, accompagnamento vocale
- Io Perry - basso, accompagnamento vocale
- Johnny Vatos Hernandez - batteria
- Stevie Medina Hufsteter - chitarre, accompagnamento vocale
- Marcus Praed - pianoforte, accompagnamento vocale
- Hoover (Martin Englert) - chitarra aggiunta (solo nel brano: California Girl)

Malaga Acoustic Session
- Tito Larriva - voce, chitarra gretch
- Peter Atanasoff - chitarra acustica, accompagnamento vocale
- Io Perry - basso, accompagnamento vocale
- Willie Gonka (aka Achim Färber) - batteria

Note aggiuntive
- Bigdaddyt - produttore
- Registrazioni effettuate al El Cortijo Studios di Malaga (Spagna); al Eraser Head Studios ed al Coney Island Studios di Glendale (California); al Electromos Studios di Osnabruck (Germania)
- Marcus Praed - ingegnere delle registrazioni
- Tito Larriva e Hoover (Martin Englert) - ingegneri delle registrazioni aggiunti
- Mixaggi effettuati al: Coney Island Studios ed al Eraser Head Studios di Glendale (California); al Electromos Studios di Osnabruck (Germania)
- Marcus Praed, Joel Soyfer, Hoover (Martin Englert) e Tito Larriva - ingegneri del mixaggio
- Masterizzazione effettuata da Gavin Lurssen al The Mastering Lab. di Hollywood (California)[2]